# Burg Trsat
Die Burg Trsat befindet sich etwa 4 km nordöstlich der Stadt Rijeka, auf einem etwa 138 m hohen Felsen in der Gespanschaft Primorje-Gorski kotar. Die Frankopanen ließen im 13. Jahrhundert an der Stelle einer älteren Festung aus dem frühen Mittelalter eine Burg errichten. Das heutige Aussehen erhielt sie zu Beginn des 19. Jahrhunderts, als sie vom österreichischen Feldmarschall Laval Nugent von Westmeath käuflich erworben und umfangreich saniert wurde.

## Geschichte
Bereits in der Römerzeit stand an der Stelle der Burg und deren Umgebung eine liburnische befestigte Siedlung mit dem Namen Tarsatica.
Während der Landnahme und des Vordringens in das Awarenreich durch die Kroaten im 8. Jahrhundert wurde die bereits vorhandene Festungsanlage von diesen übernommen und später weiter ausgebaut.
Zum ersten Mal wird die Burg Trsat im Jahr 799 erwähnt, als zur Zeit der Awarenkriege der Herzog und Heerführer Erich von Friaul unter König Karl dem Großen versuchte, die Festung zu erobern. Bei diesem Versuch und Vorstoß erlitt sein Herr eine schwere Niederlage und Erich von Friaul kam dabei ums Leben.
Im Jahr 1225 gelang die ältere Burganlage in den Besitz der Fürsten von Krk und des Adelsgeschlechts der Frankopanen aus dem 12. Jahrhundert als Schenkung des kroatisch-ungarischen Königs Andreas II.

## Galerie

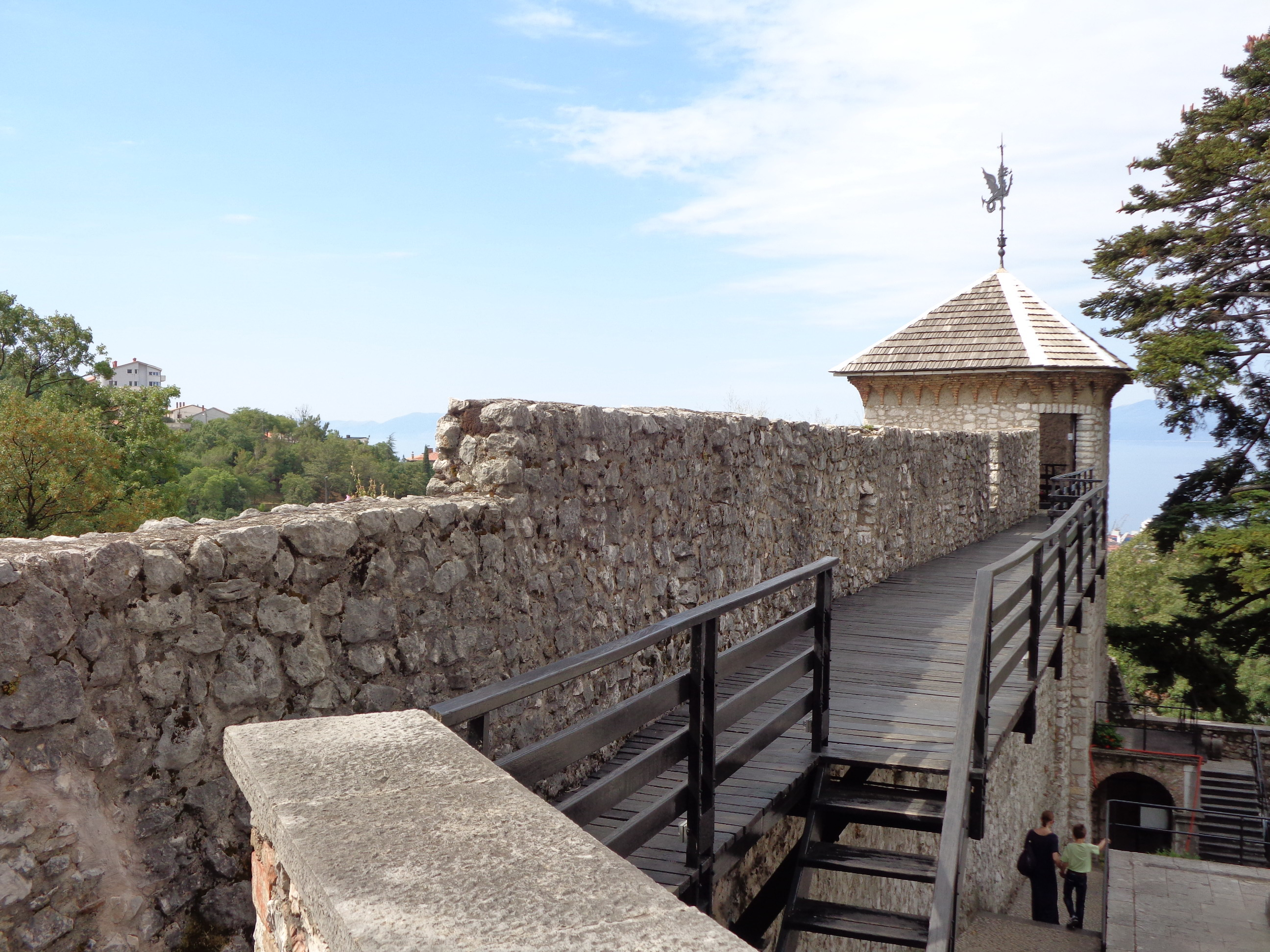
Wehrmauer
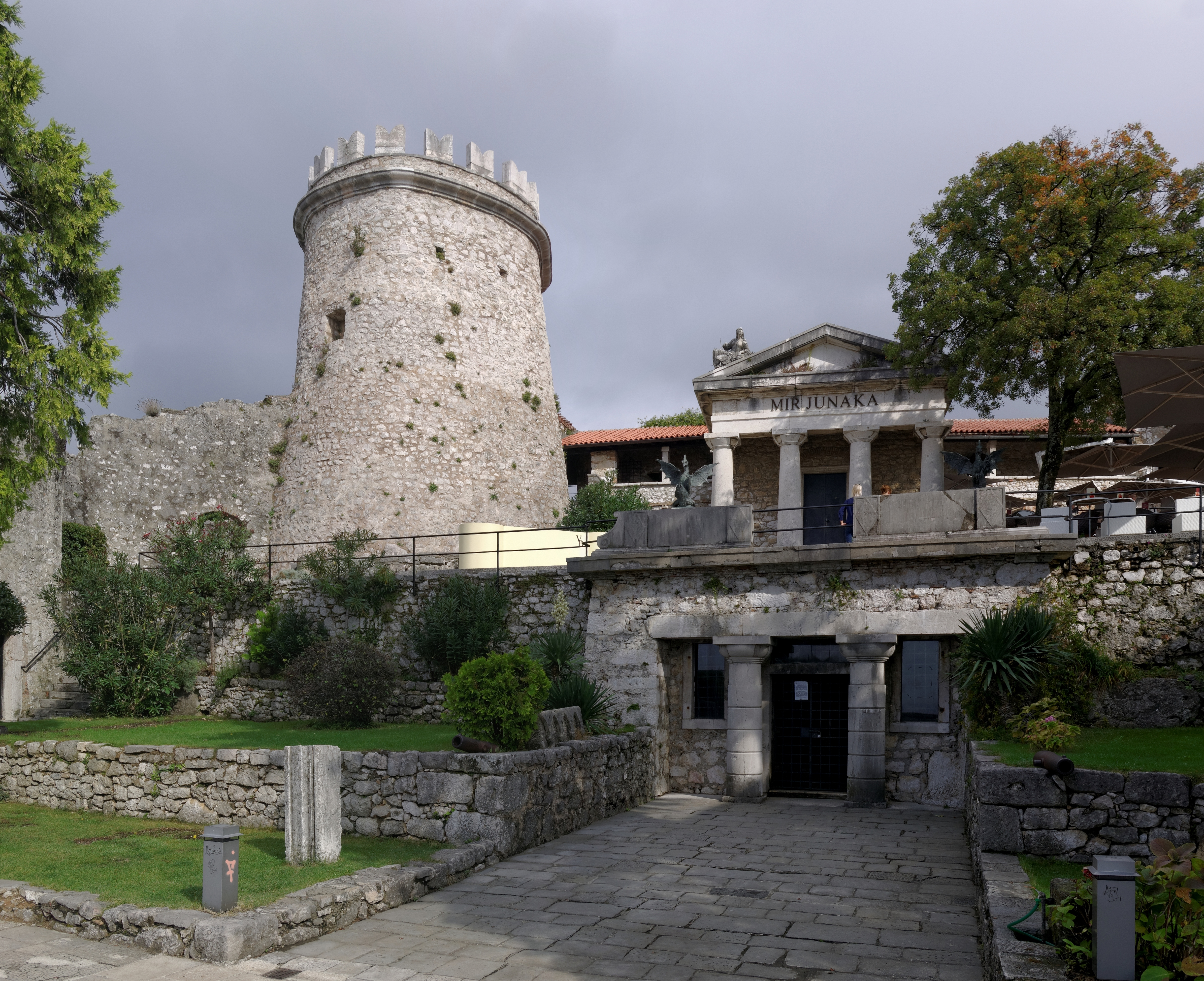
Eingang zum Hauptgebäude und Turm
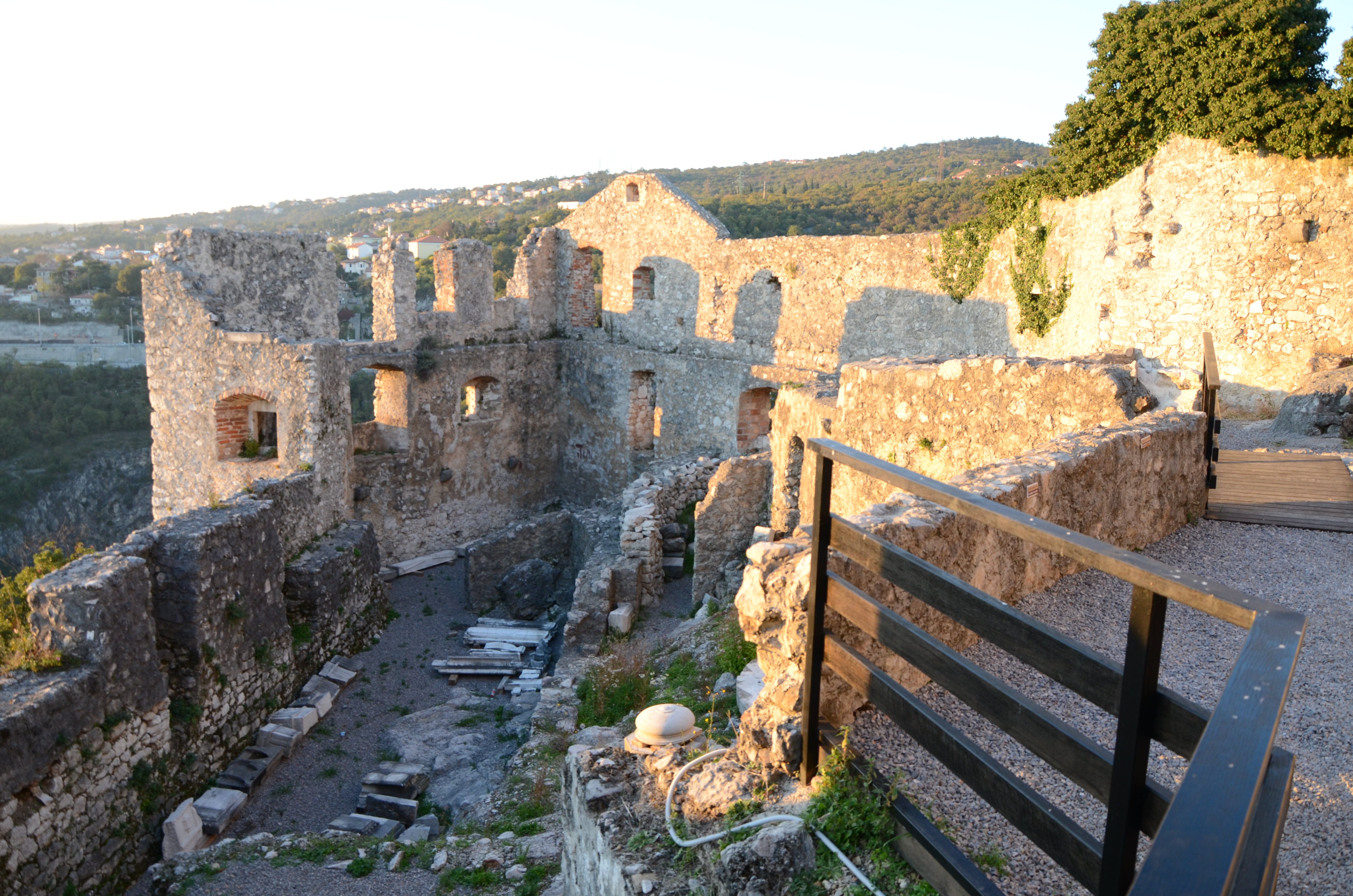
Ruinen des älteren Teils der Burg
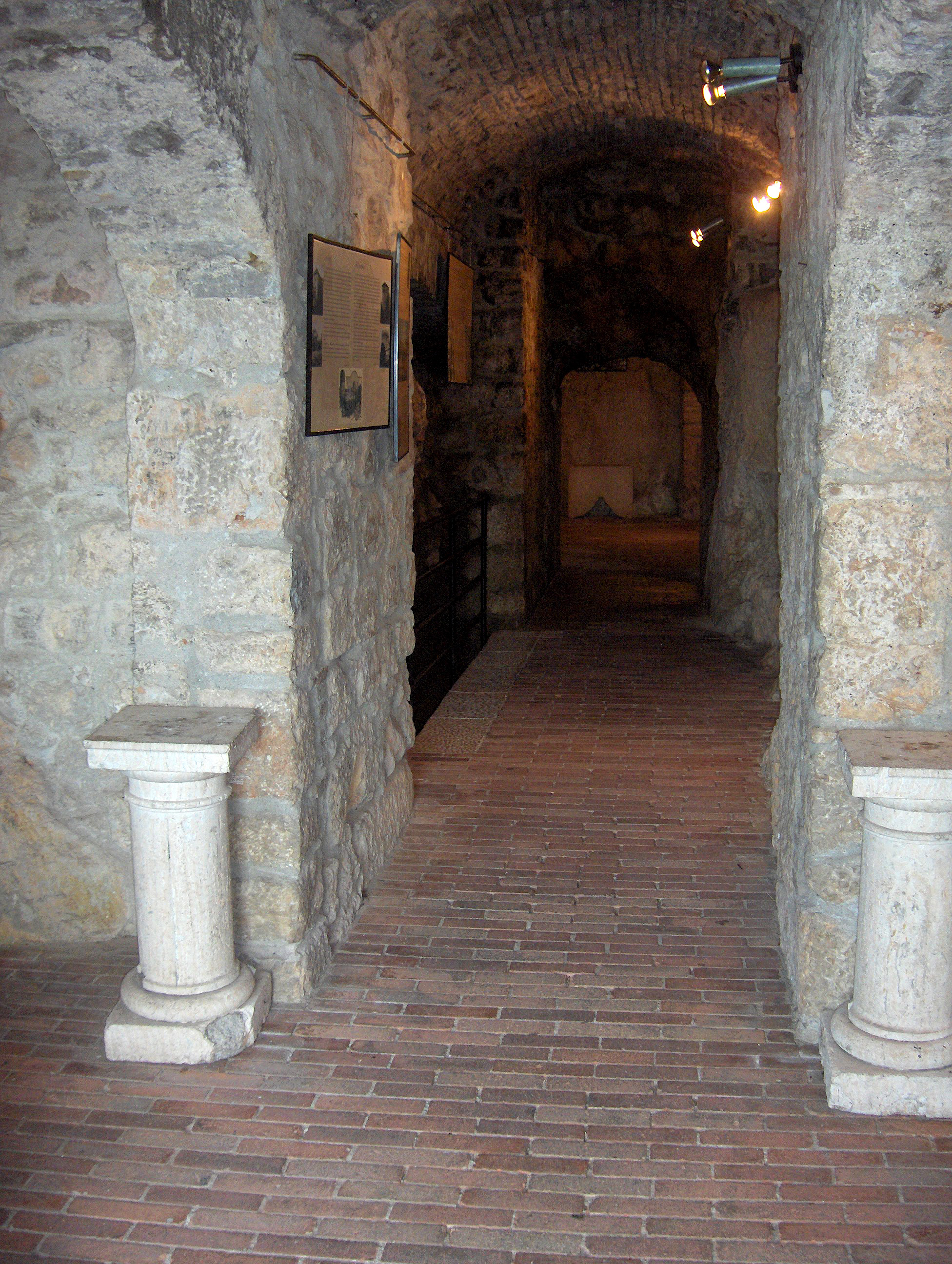
Innenansicht der Burganlage
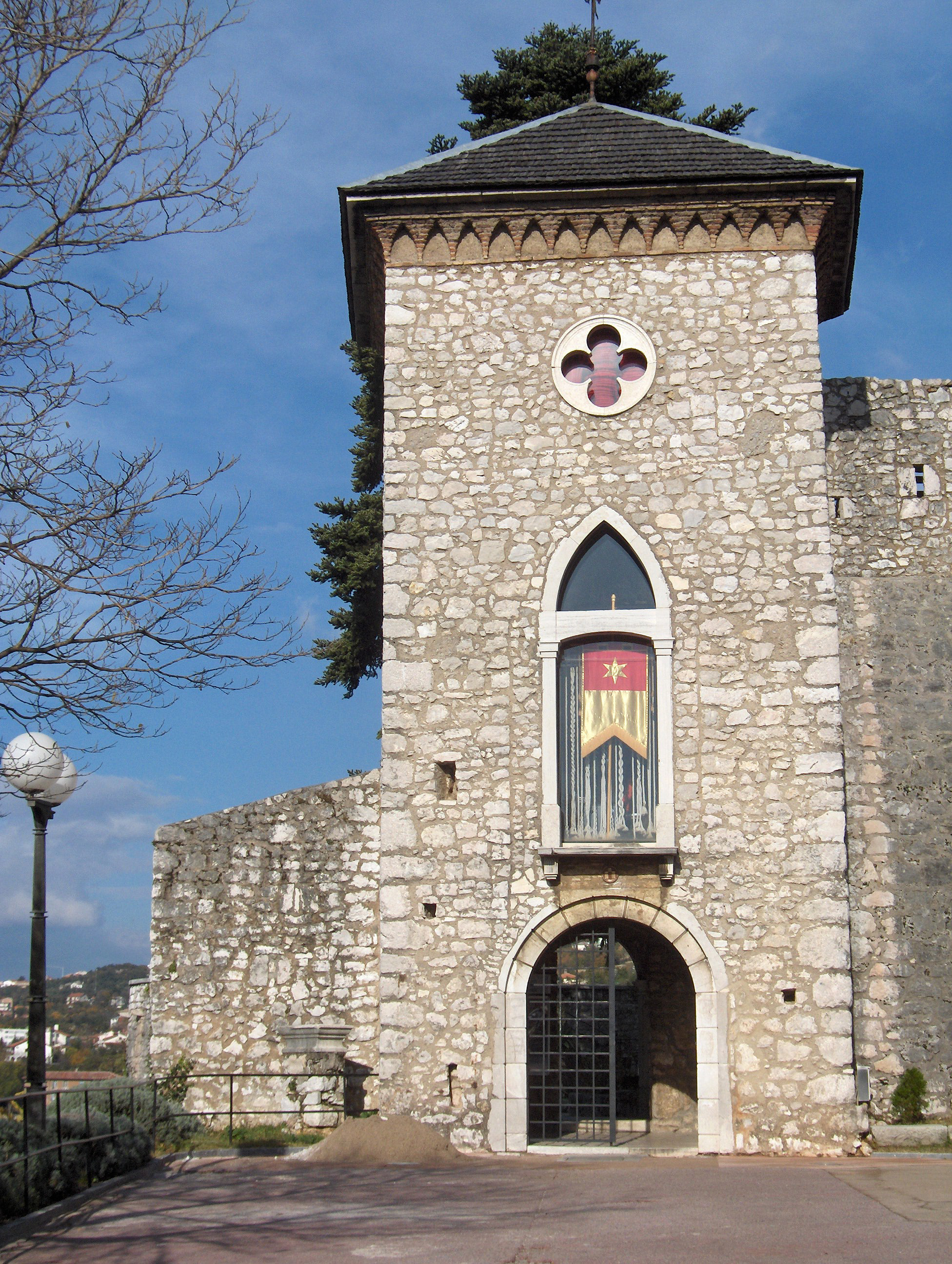
Römerturm
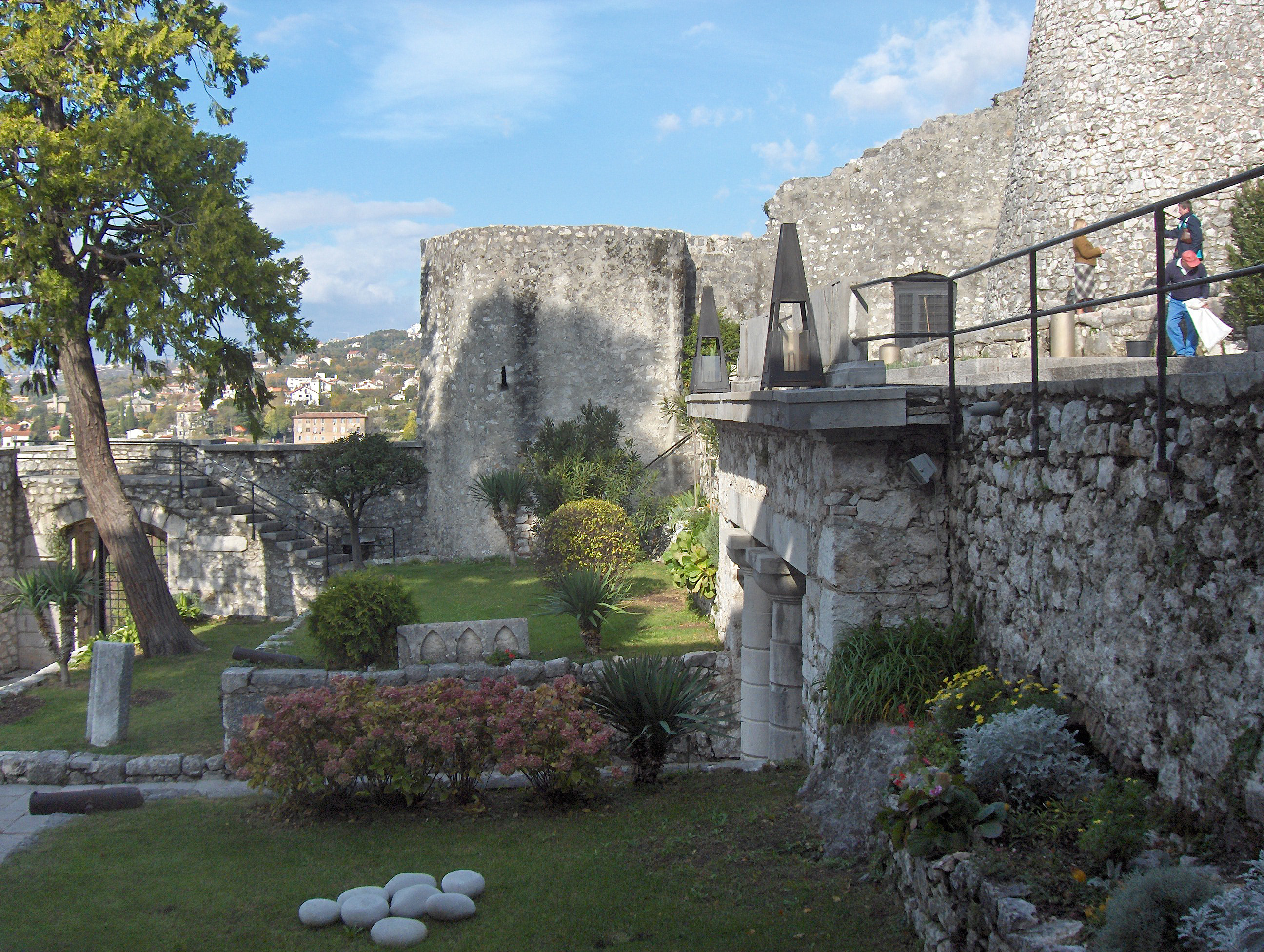
Innenhof
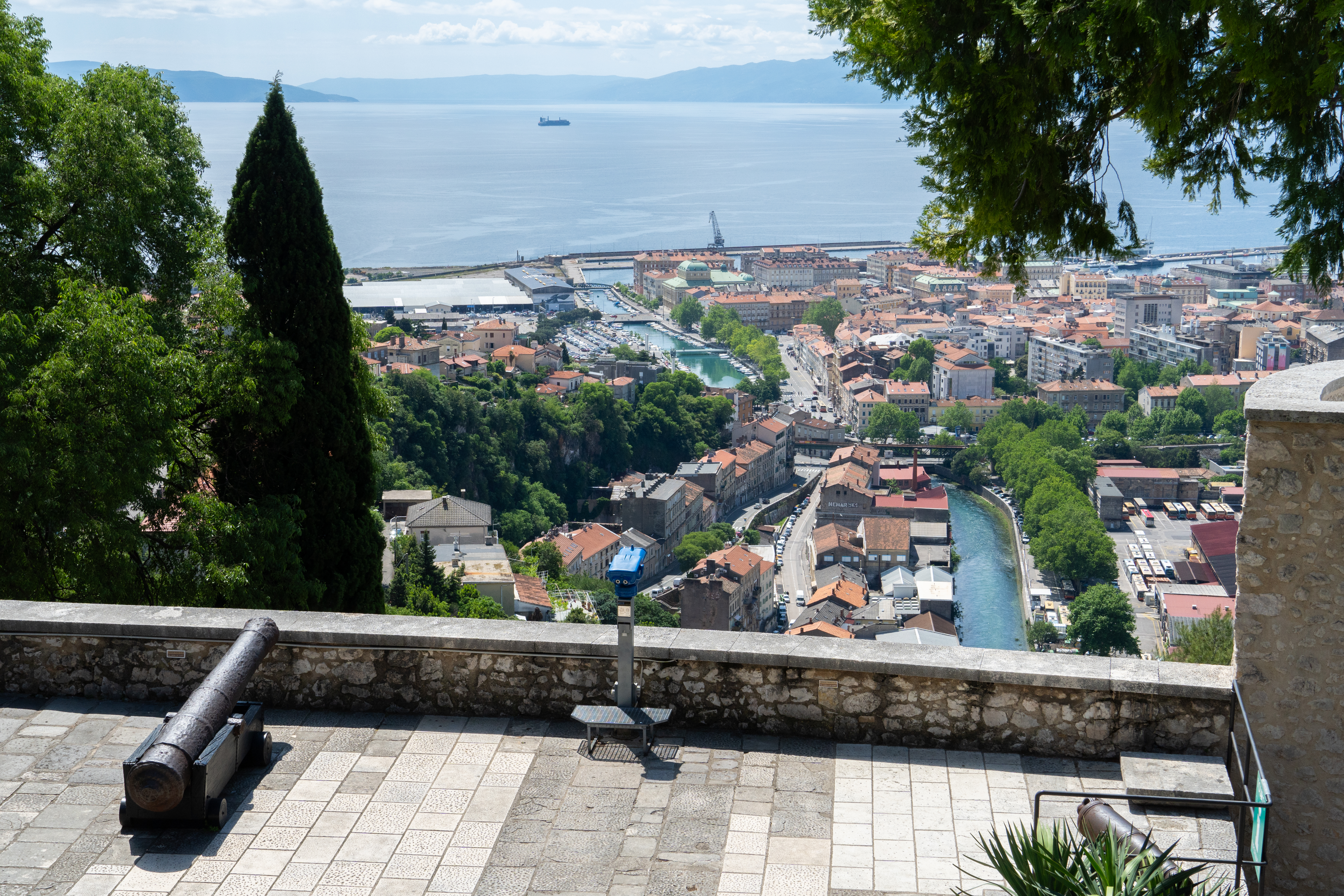
Blick von der Burg auf Rijeka